# زمین‌گرایی

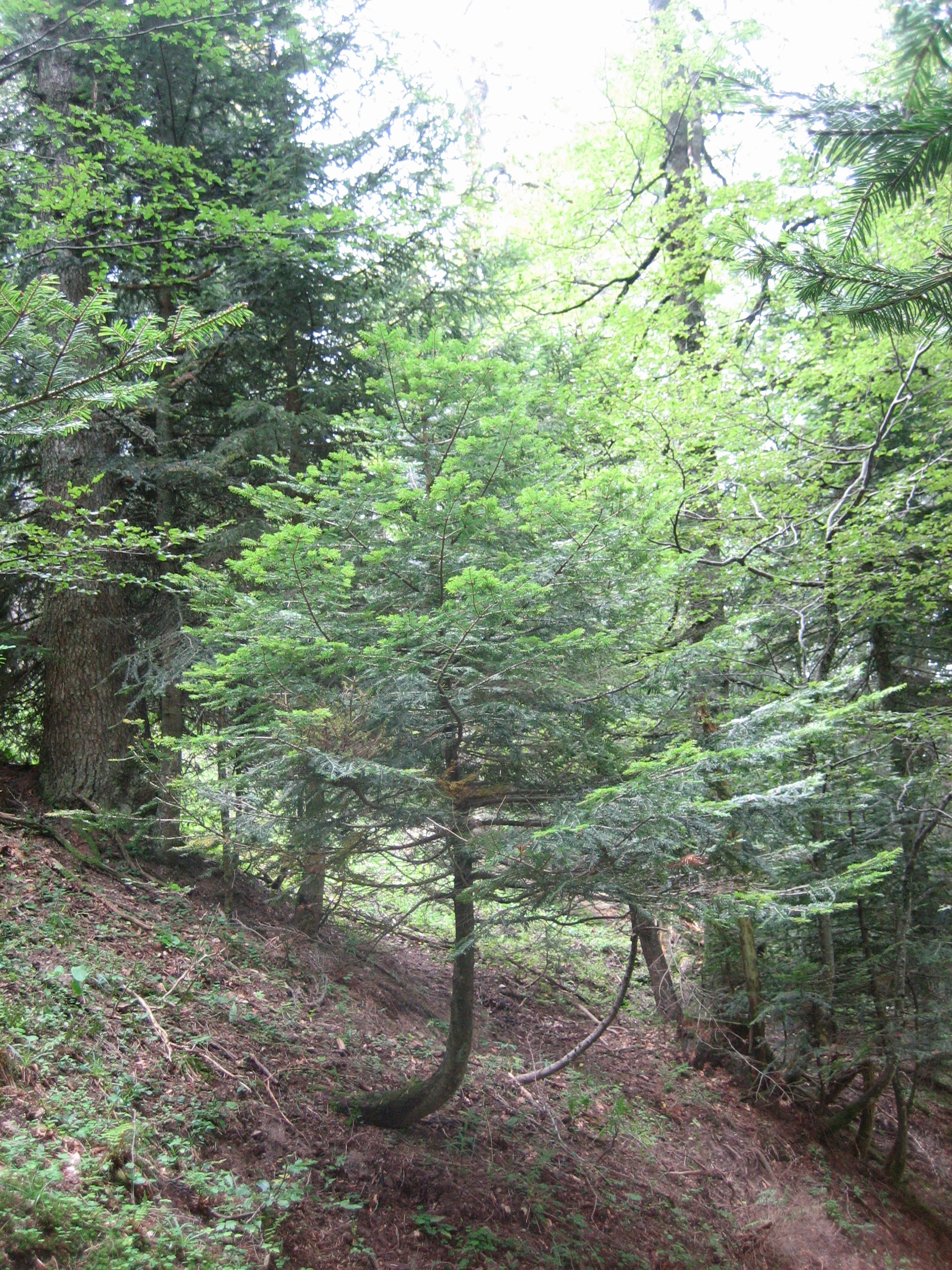
اثر زمین‌گرایی در پایین ساقهٔ این درخت قابل مشاهده است.

اندام‌های گیاهان می‌توانند به طرف بالا، یعنی عکس نیروی گرانش، یا به طرف پایین در جهت نیروی گرانش یا عمود بر نیروی گرانش با زاویه‌های مختلف، قائمه، تند یا باز نسبت به راستای نیروی گرانش رشد کنند. واکنش گیاه نسبت به نیروی جاذبهٔ زمین و متمایل شدن اندام‌های آن به سمت زمین را زمین‌گرایی (geotropism) یا گرانش‌گرایی (به انگلیسی: Gravitropism) می‌گویند.
ریشهٔ گیاهان، زمین‌گرایی مثبت (به سوی زمین) و نورگرایی منفی (به دور از نور) دارد. به‌علاوه، ریشه دارای «آب‌گرایی مثبت» (به انگلیسی: Positive hydrotropism) است.
اُکسین‌ها دسته‌ای از مواد آلیِ معمولاً اسیدی هستند که عمدتاً با تحریک رشد طولیِ سلول در ساقه و منع آن در ریشه، رشد گیاه را تنظیم می‌کنند. اکسین‌ها رشد گیاه به سمت نور و برخلاف جهت گرانش را متأثر می‌کنند؛ همچنین، در تقسیم سلولی و تمایز سلولی، تشکیل میوه، شکل‌گیری ریشه‌ها در قلمه‌ها، منع شاخه‌زنی جانبی و سقوط برگ‌ها نقش دارند. مهم‌ترین اُکسین طبیعی، بتا اِندول استیک اسید است.